# Медаль «За взятие Будапешта»
Медаль «За взятие Будапешта» — советская медаль, учреждённая указом президиума Верховного совета СССР от 9 июня 1945 года для вручения военнослужащим, участвовавшим во взятии Будапешта в 1945 году. Автор проекта медали — художник А. И. Кузнецов.

## Положение о медали
Медалью «За взятие Будапешта» награждались военнослужащие Красной Армии, Военно-Морского Флота и войск НКВД — непосредственные участники героического штурма и взятия Будапешта в период 20 декабря 1944 года — 15 февраля 1945 года, а также организаторы и руководители боевых операций при взятии этого города.
Медаль «За взятие Будапешта» носится на левой стороне груди и при наличии других медалей СССР располагается после медали «За победу над Японией».
По состоянию на 1 января 1995 года медалью «За взятие Будапешта» награждено приблизительно 362 050 человек.

## Описание медали
Медаль «За взятие Будапешта» изготовляется из латуни и имеет форму правильного круга диаметром 32 мм.
На лицевой стороне медали: в центре — надпись «ЗА ВЗЯТИЕ БУДАПЕШТА», над надписью вверху — пятиконечная звёздочка, а внизу — изображение серпа и молота на двух скрещённых лавровых веточках.
На оборотной стороне медали — дата взятия Будапешта: «13 февраля 1945», над датой — пятиконечная звёздочка.
Все надписи и изображения на медали — выпуклые. Лицевая и оборотная сторона медали окаймлены бортиком.
Медаль при помощи ушка и кольца соединяется с пятиугольной колодкой, обтянутой оранжевой шёлковой муаровой лентой шириной 24 мм. Посередине ленты — голубая полоска шириной 8 мм.

## Иллюстрации

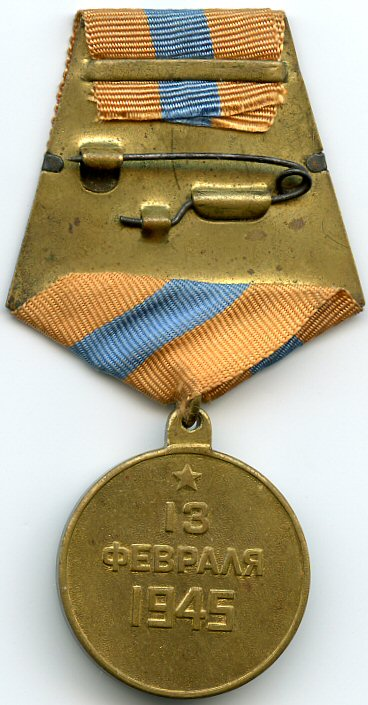
Реверс медали
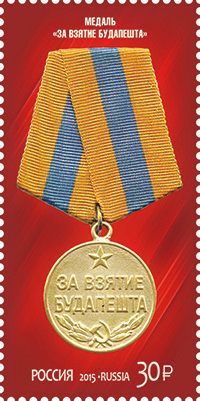
Почтовая марка России
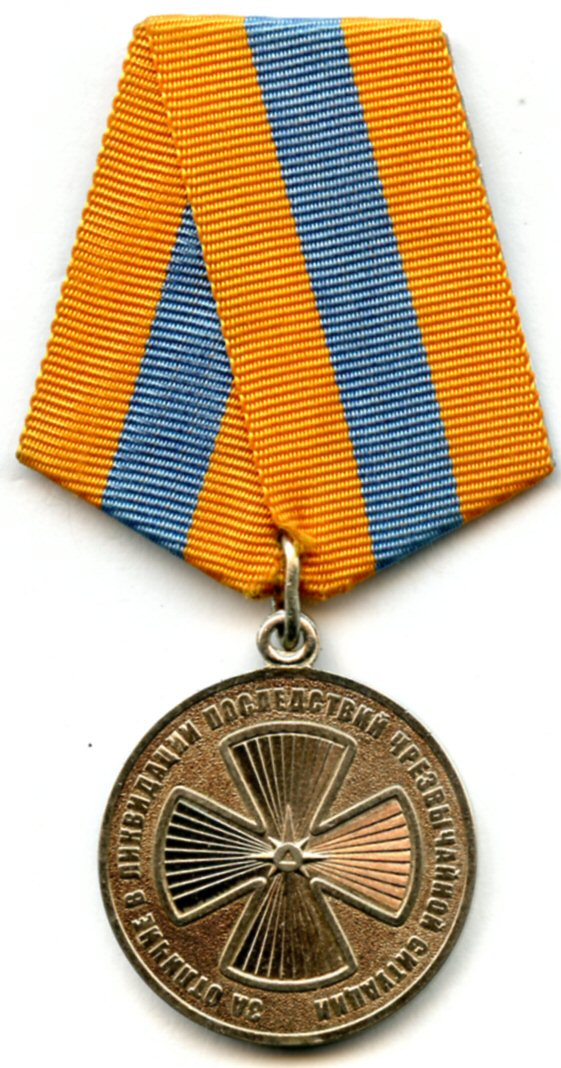
Ведомственная медаль МЧС России «За отличие в ликвидации последствий чрезвычайной ситуации» с аналогичной лентой

## Заимствования ленты медали
18 июля 2005 года приказом Министра по чрезвычайным ситуациям Российской Федерации № 552 была учреждена медаль «За отличие в ликвидации последствий чрезвычайной ситуации» с лентой, аналогичной по расцветке с лентой медали «За взятие Будапешта».

## Медаль в культуре
Награда упоминается в самом конце знаменитой песни на слова Михаила Исаковского «Враги сожгли родную хату».